# Helius (Helius) flavidibasis
Helius (Helius) flavidibasis is een tweevleugelige uit de familie steltmuggen (Limoniidae). De soort komt voor in het Afrotropisch gebied.